# 胡家驃
胡家驃（英語：Jackson Woo Ka-biu，？—），香港律師，胡兆熾家族成員，胡寶星之第三子。

## 簡歷
胡家驃是胡寶星的第三子，與父親一樣都是執業律師及馬主。牛津大學法理學碩士。
曾代替父親擔任新鴻基地產獨立非執行董事，亦與父親一起擔任恆基兆業集團獨立非執行董事。
因推動清華大學興建法律專業圖書館，2012年獲委任為清華大學名譽校董。
2022年9月8日，與新界鄉議局主席劉業強競逐香港賽馬會董事席位，成功獲選。

## 名下馬匹
至2022年為止，胡家驃名下曾有現役及退役賽駒共十六匹，包括喜蓮福星、喜蓮標緻、喜蓮芳芬等，與家族成員共同擁有。